# 빅보이 레스토랑

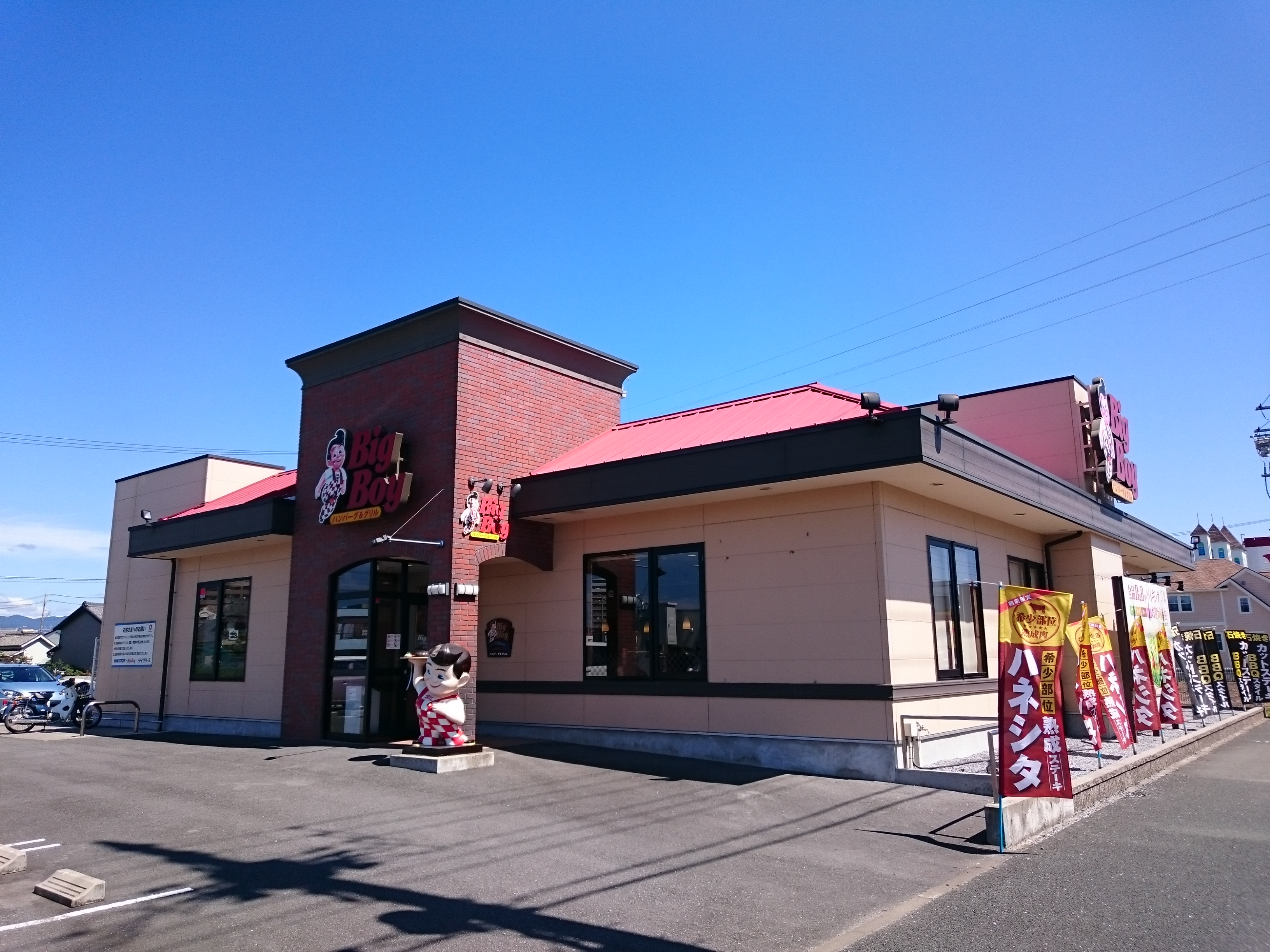
일본 도요카와시에 있는 빅보이 레스토랑

빅보이 레스토랑(Big Boy Restaurants)는 미국 미시간주 워런에 본사를 둔 햄버거 전문 레스토랑 체인이다. 1936년 8월 6일에 캘리포니아주 글렌데일에서 처음 영업을 시작하였으며, 현재 미국과 일본에서 300여개의 매장을 운영하고 있다.